# Tournoi pré-olympique de l'OFC
Le tournoi pré-olympique de l'OFC a pour but de désigner les nations qualifiées au sein de la zone Océanie pour participer au tournoi final de football des Jeux olympiques.
Le tournoi masculin est organisé tous les quatre ans depuis 1988, conjointement à d'autres tournois continentaux et une fois que le nombre d'inscrits fut devenu trop important pour permettre à toutes les équipes de participer au tournoi olympique, au besoin en disputant un tour préliminaire dans le pays hôte (depuis l'édition 1924). La compétition a connu différents formats au cours des années et prévoit un qualifié.
Le tout premier tournoi pré-olympique, disputé en matches aller et retour, prit toutefois place auparavant, en 1955-1956, en prélude aux Jeux de Melbourne mais l'organisation de celui-ci n'en était pas encore confiée aux fédérations continentales respectives et il n'impliquait que 26 pays issus de quatre continents, aucune d'Océanie. En 2015, le tournoi a été couplé aux Jeux du Pacifique. L'édition 2019 fut également co-baptisée « Championnat de l'OFC de football des moins de 23 ans ».
Le tournoi féminin a été mis en place en 2004 car, si toutefois le football féminin figure aux Jeux depuis l'édition 1996 à Atlanta, c'est la Coupe du monde féminine de football qui désignait auparavant les nations qualifiées pour le tournoi olympique. Tout comme le tournoi masculin, il a lieu tous les quatre ans et prévoit un qualifié. La première édition en 2004 ne comptait que trois participants (Australie, Papouasie-Nouvelle-Guinée, Fidji). En 2008 et 2016, ce sont les Jeux du Pacifique qui font office de premier tour éliminatoire au tournoi pré-olympique, le vainqueur affrontant ensuite la Nouvelle-Zélande, qui n'est pas éligible à participer car elle n'est pas membre du Conseil des Jeux du Pacifique, dans un barrage pour un ticket aux JO. En 2018, c'est la Coupe d'Océanie féminine de football qui sert de tournoi qualificatif aux Jeux olympiques.

## Tournoi masculin

### Éligibilité des joueurs
Pendant le XXe siècle, le CIO adapte les Jeux à sa perception des changements économiques, politiques et techniques du monde. Ainsi, les Jeux olympiques sont, comme le voulait Pierre de Coubertin, d'abord réservés aux purs amateurs, le règlement du CIO interdisant la participation de sportifs professionnels. Bien que malmenée par les supercheries (notamment l'amateurisme marron) autour du statut faussement « amateur » de nombreux sportifs, l'exclusion du professionnalisme reste en vigueur jusqu'en 1981. Si le passage de l’amateurisme pur au professionnalisme est dans les faits progressif, le XIe Congrès olympique en 1981 marque une révolution pour l'olympisme, avec l'admission des sportifs officiellement professionnels,.
L'évolution de l'éligibilité des athlètes se traduit en particulier pour l'épreuve du football comme suit :
- 1908 à 1956 : Seuls les footballeurs amateurs sont admis, les joueurs professionnels sont exclus.
- 1960 :  Seuls les footballeurs amateurs n'ayant pas été sélectionnés pour l'une des 16 équipes qualifiées pour la Coupe du monde 1958 sont admis, les joueurs professionnels sont exclus.
- 1964 : Seuls les footballeurs amateurs n'ayant pas participé, excepté pour l'Afrique et l'Asie, aux tours préliminaires ou à la phase finale de la Coupe du monde 1962 sont admis, les joueurs professionnels sont exclus.
- 1968 à 1976 : Seuls les footballeurs amateurs sont admis, les joueurs professionnels sont exclus.
- 1980 : Seuls les footballeurs amateurs sont admis, excepté ceux, pour l'Europe et l'Amérique du Sud, ayant participé aux qualifications ou à la phase finale de la Coupe du monde 1978, les joueurs professionnels sont exclus.
- 1984 : Pour la première fois, les joueurs professionnels sont admis, à l'exception de ceux, pour l'Europe et l'Amérique du Sud, ayant participé aux éliminatoires ou à la phase finale d'une Coupe du monde de football ; les règles étaient encore soumises à débat lors des premières rencontres qualificatives ce qui provoqua quelques malentendus quant à l'alignement de joueurs amateurs ou professionnels.
- 1988 : Les règles de 1984 furent maintenues mais les joueurs, pour l'Europe et l'Amérique du Sud, ayant disputé moins de 90 minutes dans une seule rencontre de Coupe du monde étaient cette fois admis.
- 1992 : La compétition est réservée aux joueurs nés le 1er août 1969 ou plus tard.
- depuis 1996 : La compétition est ouverte à tous les joueurs de moins de 23 ans, avec l'addition pour le tournoi final de maximum trois joueurs plus âgés.

### Historique
| Édition | Édition          | Pays hôte                  |                      | Classement final | Classement final                                                                 | Classement final                                                                 | Classement final |
| Édition | Édition          | Pays hôte                  | Vainqueur            | Deuxième         | Troisième                                                                        | Quatrième                                                                        |                  |
| ------- | ---------------- | -------------------------- | -------------------- | ---------------- | -------------------------------------------------------------------------------- | -------------------------------------------------------------------------------- | ---------------- |
| 1988    | Séoul 1988       | Australie Nouvelle-Zélande | Australie (Q)        | Israël           | Nouvelle-Zélande                                                                 | Taipei chinois                                                                   |                  |
| 1991    | Barcelone 1992   | Fidji                      | Australie (Q)        | Nouvelle-Zélande | Fidji                                                                            | Papouasie-Nouvelle-Guinée (en)                                                   |                  |
| 1996    | Atlanta 1996     | Australie                  | Australie (Q)        | Nouvelle-Zélande | Fidji                                                                            | Salomon (en)                                                                     |                  |
| 1999    | Sydney 2000      | Nouvelle-Zélande           | Nouvelle-Zélande     | Salomon (en)     | Fidji Papouasie-Nouvelle-Guinée (en) (pas de finale pour la 3e place)            | Fidji Papouasie-Nouvelle-Guinée (en) (pas de finale pour la 3e place)            |                  |
| 2004    | Athènes 2004     | Australie Nouvelle-Zélande | Australie (Q)        | Nouvelle-Zélande | Fidji Vanuatu (en) (pas de finale pour la 3e place)                              | Fidji Vanuatu (en) (pas de finale pour la 3e place)                              |                  |
| 2008    | Pékin 2008       | Fidji                      | Nouvelle-Zélande (Q) | Salomon (en)     | Fidji                                                                            | Papouasie-Nouvelle-Guinée (en)                                                   |                  |
| 2012    | Londres 2012     | Nouvelle-Zélande           | Nouvelle-Zélande (Q) | Fidji            | Vanuatu (en)                                                                     | Papouasie-Nouvelle-Guinée (en)                                                   |                  |
| 2015    | Rio 2016         | Papouasie-Nouvelle-Guinée  | Fidji (Q)            | Vanuatu (en)     | Nouvelle-Zélande Papouasie-Nouvelle-Guinée (en) (pas de finale pour la 3e place) | Nouvelle-Zélande Papouasie-Nouvelle-Guinée (en) (pas de finale pour la 3e place) |                  |
| 2019    | Tokyo 2020       | Fidji                      | Nouvelle-Zélande (Q) | Salomon (en)     | Vanuatu (en)                                                                     | Fidji                                                                            |                  |
| 2023    | Paris 2024       | Nouvelle-Zélande           | Nouvelle-Zélande (Q) | Fidji            | Salomon (en) Vanuatu (en) (pas de finale pour la 3e place)                       | Salomon (en) Vanuatu (en) (pas de finale pour la 3e place)                       |                  |
| 2028    | Los Angeles 2028 | à déterminer               | à déterminer (Q)     | à déterminer     | à déterminer                                                                     | à déterminer                                                                     |                  |

### Performances par nation
- Seule la Nouvelle-Zélande a participé à toutes les éditions du tournoi pré-olympique de l'OFC, remportant cinq titres et se qualifiant pour le tournoi olympique à quatre occasions.
- L'Australie est le pays qui présente le meilleur bilan ayant remporté quatre titres en autant de participations et joué cinq phases finales, dont une comme pays hôte.
- Les Fidji sont la seule nation à avoir pu bousculer l'hégémonie australo-néo-zélandaise en décrochant un titre, et donc une qualification, en 2015.
- Parmi les membres de plein droit de l'OFC, seuls deux pays n'ont jamais participé à la compétition, la Nouvelle-Calédonie et Tahiti, aucun des deux n'étant reconnu officiellement par le CIO et donc éligibles au tournoi olympique.
- Entre 1976 et 1984, deux équipes d'Océanie (la Papouasie-Nouvelle-Guinée et la Nouvelle-Zélande) ont également pris part aux éliminatoires asiatiques avant que le tournoi pré-olympique de l'OFC ne soit organisé à partir de 1988.
- La fédération israélienne fut exclue de la Confédération asiatique de football (AFC) en 1974 à la suite des tensions politiques liées au conflit israélo-arabe, elle est alors régulièrement versée dans la zone Europe ou la zone Océanie lors des éliminatoires des grandes compétitions, comme ce fut déjà souvent le cas avant son exclusion, et ce jusqu'en 1994, date à laquelle elle est définitivement intégrée à l'UEFA ; Israël prend ainsi part à une reprise à cette compétition.
- La fédération australienne est membre de l'AFC depuis le 1er janvier 2006, date à laquelle elle a quitté la Confédération du football d'Océanie (OFC), et participe depuis aux tournois et phases de qualifications organisés dans la zone asiatique.

| Pays                      | Participations                                                  | Titres                           | Qualifications             | Phases finales                    | Pays hôte                        |
| ------------------------- | --------------------------------------------------------------- | -------------------------------- | -------------------------- | --------------------------------- | -------------------------------- |
| Nouvelle-Zélande          | 10 (1988, 1991, 1996, 1999, 2004, 2008, 2012, 2015, 2019, 2023) | 5 (1999, 2008, 2012, 2019, 2023) | 4 (2008, 2012, 2019, 2023) | 4 (2008, 2012, 2020, 2024)        | 5 (1988, 1999, 2004, 2012, 2023) |
| Fidji                     | 9 (1991, 1996, 1999, 2004, 2008, 2012, 2015, 2019, 2023)        | 1 (2015)                         | 1 (2015)                   | 1 (2016)                          | 3 (1991, 2008, 2019)             |
| Papouasie-Nouvelle-Guinée | 8 (1991, 1999, 2004, 2008, 2012, 2015, 2019, 2023)              |                                  |                            |                                   | 1 (2015)                         |
| Îles Salomon              | 8 (1996, 1999, 2004, 2008, 2012, 2015, 2019, 2023)              |                                  |                            |                                   |                                  |
| Vanuatu                   | 8 (1996, 1999, 2004, 2008, 2012, 2015, 2019, 2023)              |                                  |                            |                                   |                                  |
| Samoa                     | 5 (19883, 19993, 2004, 2019, 2023)                              |                                  |                            |                                   |                                  |
| Tonga                     | 5 (1999, 2004, 2012, 2019, 2023)                                |                                  |                            |                                   |                                  |
| Australie1                | 4 (1988, 1991, 1996, 2004)                                      | 4 (1988, 1991, 1996, 2004)       | 4 (1988, 1991, 1996, 2004) | 5 (1988, 1991, 1996, 20002, 2004) | 3 (1988, 1996, 2004)             |
| Samoa américaines         | 4 (2004, 2012, 2019, 2023)                                      |                                  |                            |                                   |                                  |
| Îles Cook                 | 2 (2004, 2008)                                                  |                                  |                            |                                   |                                  |
| Taipei chinois4           | 1 (1988)                                                        |                                  |                            |                                   |                                  |
| Israël                    | 1 (1988)                                                        |                                  |                            |                                   |                                  |

1 La fédération australienne est membre de l'AFC depuis le 1er janvier 2006

2 Qualifié d'office comme pays hôte des JO

3 En tant que Samoa occidentales

4 En raison du conflit politique avec la République populaire de Chine, l'équipe taïwanaise prenait part de 1975 à 1989 aux qualifications des grandes compétitions dans le cadre de l'OFC et non de l'AFC

## Tournoi féminin

### Éligibilité des joueuses
Contrairement aux hommes, toute joueuse peut prendre part au tournoi olympique quel que soit l'âge ou le statut.

### Historique
| Édition | Édition          | Pays hôte                |                      | Classement final          | Classement final                             | Classement final                             | Classement final |
| Édition | Édition          | Pays hôte                | Vainqueur            | Deuxième                  | Troisième                                    | Quatrième                                    |                  |
| ------- | ---------------- | ------------------------ | -------------------- | ------------------------- | -------------------------------------------- | -------------------------------------------- | ---------------- |
| 2004    | Athènes 2004     | Fidji                    | Australie (Q)        | Papouasie-Nouvelle-Guinée | Fidji                                        |                                              |                  |
| 2008    | Pékin 2008       | Pas de pays hôte désigné | Nouvelle-Zélande (Q) | Papouasie-Nouvelle-Guinée |                                              |                                              |                  |
| 2012    | Londres 2012     | Pas de pays hôte désigné | Nouvelle-Zélande (Q) | Papouasie-Nouvelle-Guinée |                                              |                                              |                  |
| 2016    | Rio 2016         | Pas de pays hôte désigné | Nouvelle-Zélande (Q) | Papouasie-Nouvelle-Guinée |                                              |                                              |                  |
| 2020    | Tokyo 2020       | Nouvelle-Calédonie       | Nouvelle-Zélande (Q) | Fidji                     | Papouasie-Nouvelle-Guinée                    | Nouvelle-Calédonie                           |                  |
| 2024    | Paris 2024       | Samoa                    | Nouvelle-Zélande (Q) | Salomon                   | Fidji Samoa (pas de finale pour la 3e place) | Fidji Samoa (pas de finale pour la 3e place) |                  |
| 2028    | Los Angeles 2028 | à déterminer             | à déterminer (Q)     | à déterminer              | à déterminer                                 | à déterminer                                 |                  |

### Performances par nation
- La Nouvelle-Zélande domine largement la région, depuis l'accession de l'Australie à la zone Asie en 2006, avec cinq titres et qualifications en autant de participations.
- La Papouasie-Nouvelle-Guinée est la seule nation à avoir participé à toutes les éditions de la compétition, toutefois sans jamais parvenir à se placer pour le tournoi olympique.